# Hymna Německé demokratické republiky
Hymna Německé demokratické republiky byla píseň Auferstanden aus Ruinen (česky Povstali jsme z trosek). Slova napsal básník a pozdější ministr kultury Johannes Robert Becher, autorem melodie je Hanns Eisler. Poprvé píseň zazněla 4. listopadu 1949.
V roce 1958 obvinil západoněmecký časopis Welt am Sonntag Eislera, že v této hymně vykradl píseň Goodbye Jonny, kterou zpíval Hans Albers ve filmu Wasser für Canitoga (1939).
Text hymny vyjadřuje naději ve sjednocení Německa. Becher původně v první sloce napsal „heilig Vaterland“ („svatá vlasti“), ale s ohledem na ateistickou povahu režimu to nakonec změnil na „einig Vaterland“ („jednotná vlasti“). Od sedmdesátých let bylo jasné, že případné sjednocení nebude probíhat v komunistické režii, takže se tento verš stal nepohodlným. Proto se hymna stále častěji hrála pouze v instrumentální verzi.
Je zajímavé, že text Auferstanden aus Ruinen se dá zpívat i na hudbu německé hymny. Tehdejší východoněmecký předseda vlády Lothar de Maizière tedy v roce 1990 navrhl, aby byla první sloka začleněna do hymny sjednoceného Německa, ale západní představitelé to odmítli.

## Text
| Text německy | Překlad |
| --- | --- |
| Auferstanden aus Ruinen Und der Zukunft zugewandt, Laß uns dir zum Guten dienen, Deutschland, einig Vaterland. Alte Not gilt es zu zwingen, Und wir zwingen sie vereint, Denn es muß uns doch gelingen, Daß die Sonne schön wie nie Über Deutschland scheint.                               | Povstali jsme z trosek a míříme k budoucnosti, nech nás sloužit tvému dobru, Německo, jednotná vlasti. Musíme překonat stará trápení a společně je překonáme, přece se to jednou musí podařit aby slunce krásněji než předtím svítilo nad Německem.                         |
| Glück und Frieden sei beschieden Deutschland, unserm Vaterland. Alle Welt sehnt sich nach Frieden, Reicht den Völkern eure Hand. Wenn wir brüderlich uns einen, Schlagen wir des Volkes Feind! Laßt das Licht des Friedens scheinen, Daß nie eine Mutter mehr Ihren Sohn beweint.           | Štěstí a mír jsou ti souzeny, Německo, naše vlasti. Celý svět touží po míru, podejme ruce všem lidem. Když se bratrsky sjednotíme, porazíme společného nepřítele! Ať září světlo míru aby už matky nikdy nemusely oplakávat své syny.                                       |
| Laßt uns pflügen, laßt uns bauen, Lernt und schafft wie nie zuvor, Und der eignen Kraft vertrauend, Steigt ein frei Geschlecht empor. Deutsche Jugend, bestes Streben Unsres Volks in dir vereint, Wirst du Deutschlands neues Leben. Und die Sonne schön wie nie Über Deutschland scheint. | Nech nás orat, nech nás stavět, učit se a tvořit jako nikdy dřív, svobodné pokolení míří vzhůru a spoléhá na své síly. Německá mládeži, v tobě je spojeno nejlepší úsilí našeho národa. Budeš novým životem Německa a slunce krásněji než předtím bude svítit nad Německem. |